# 샌프란시스코 국제공항

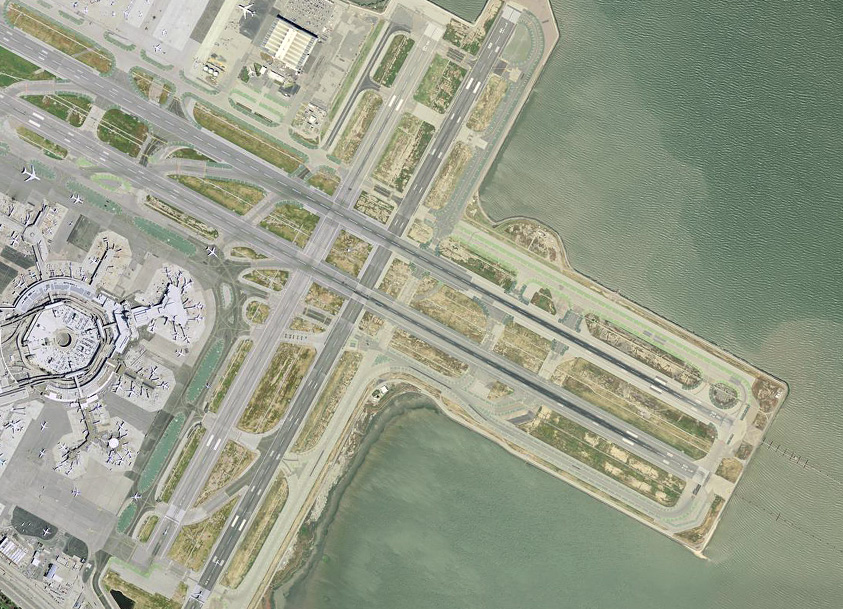
샌프란시스코 국제공항

샌프란시스코 국제공항(영어: San Francisco International Airport, IATA: SFO, ICAO: KSFO)은 미국 캘리포니아주 샌프란시스코 시내에서 남쪽으로 21킬로미터 떨어진 곳에 위치한 국제 공항이다. 종종 SFO라고 불린다. 공항은 북미 주요 공항과 유럽, 아시아, 오세아니아 지역의 관문 역할을 하고 있다.

## 개요
샌프란시스코만 지역에서 가장 큰 공항이고, 로스앤젤레스 국제공항 다음으로 캘리포니아주에서 두 번째로 큰 국제공항이다. 2008년 이용자 수를 기준으로 샌프란시스코 국제공항은 미국에서 10번째로 큰 공항이며 전 세계적으로 21번째로 큰 공항이다. 공항은 유나이티드 항공의 주요 허브 공항이며, 버진 아메리카항공의 주요 운영 거점이다. 또한 유나이티드 항공의 주 정비 거점으로 샌프란시스코 국제공항은 알래스카 항공의 주요 취항 공항이기도 하다.
샌프란시스코 국제공항은 다양한 식음료 매장과, 쇼핑, 수화물 보관, 공공 샤워실, 의료 시설, 여행객 및 군인에 대한 안내를 포함하는 여러 가지 여객 편의 시설을 갖추고 있다. 공항 내 여객 터미널의 대부분의 장소에서 유료로 제공되는 공용 와이파이 시설이 갖춰져 있다.
2011년 미국의 여행 전문지 '트래블 앤드 레저 매거진'의 조사에서 미국 내에서 가장 위험한 공항 4위에 올랐다. 이는 주변에 산이 있기 때문이다.

## 터미널

샌프란시스코 국제공항의 터미널 지도

공항에는 4개의 터미널(1, 2, 3, International)과 7개의 콩쿠르(보딩 영역 A ~ G)가 있으며, 총 115개의 관문이 시계 반대방향 링에 알파벳 순으로 배열되어 있다. 터미널 1(Boarding Area B), 터미널 2(Boarding Area C 및 D), 터미널 3(Boarding Area, F)은 국내 항공편(캐나다로부터의 사전 정리된 항공편 포함)을 취급한다. 국제선 터미널(선박 지역 A와 G)은 국제선과 국내선 일부를 취급한다.
역사적으로 가장 오래된 터미널 건물은 제2터미널로 1954년 4개의 콩쿠르(피어 B, C, D, E, 북에서 남으로 순차적으로 놓아짐)로 완공되었다. 제1터미널은 1963년 피어스 F/FF(Piere F는 위성 로툰다 두 개를 가지고 있다)와 G로 남쪽 터미널로 추가되었고, 피어 E는 완공과 동시에 남쪽 터미널로 재지정되었다. 국제 교통은 Pier G를 통과했고, 1974년에 새로운 Rotunda G가 Pier G를 확장하기 위해 완공되었다. 터미널 3이 북부로 추가되었다.

## 운항 노선

### 국제선
| 항공사                 | 목적지 |
| ---------------------- | --- |
| 유나이티드 항공        | 도쿄(나리타), 도쿄(하네다), 런던(히드로), 마닐라, 멕시코시티, 멜버른, 뮌헨, 밴쿠버, 베이징(수도), 브리즈번, 산호세델카보, 상하이(푸동), 서울(인천), 시드니, 싱가포르, 오사카(간사이), 오클랜드, 칸쿤, 캘거리, 타이페이(타오위안), 텔아비브, 토론토(피어슨), 파리(샤를 드 골), 파페에테, 푸에르도 바야르타, 프랑크푸르트, 홍콩(첵랍콕) 계절편: 라이베리아(CR), 로마(레오나르도 다 빈치), 바르셀로나, 암스테르담, 취리히, 크라이스트처치 |
| 유나이티드 익스프레스  | 밴쿠버 계절편: 캘거리, 평양 |
| 알래스카 항공          | 산호세델카보, 칸쿤, 푸에르도 바야르타 계절편: 마자틀란, 익스타파 |
| 제트블루 항공          | 계절편: 칸쿤 |
| 대한항공               | 서울(인천) |
| 아시아나항공           | 서울(인천) |
| 에어프레미아           | 서울(인천) |
| 중국국제항공           | 베이징(수도) |
| 중국남방항공           | 우한 |
| 중국동방항공           | 상하이(푸둥) |
| 캐세이퍼시픽 항공      | 홍콩(첵랍콕) |
| 일본항공               | 도쿄(나리타, 하네다) |
| 전일본공수             | 도쿄(나리타, 하네다) |
| 집에어 도쿄            | 도쿄(나리타) |
| 중화항공               | 타이페이(타오위안) |
| 에바 항공              | 타이페이(타오위안) |
| 스타룩스 항공          | 타이페이(타오위안) |
| 베트남 항공            | 호찌민 |
| 싱가포르 항공          | 싱가포르 |
| 필리핀 항공            | 마닐라 |
| 에어 인디아            | 델리, 뭄바이, 방갈루루 |
| 에미레이트 항공        | 두바이 |
| 카타르 항공            | 도하 |
| 영국항공               | 런던(히드로) |
| 버진 애틀랜틱          | 런던(히드로) |
| 에어 프랑스            | 파리(샤를 드골) |
| 프렌치비               | 파리(오를리), 파페에테 |
| 루프트한자             | 프랑크푸르트(암마인), 뮌헨 |
| 콘도르 항공            | 계절편: 프랑크푸르트(암마인) |
| 에어 링구스            | 더블린 |
| KLM                    | 암스테르담 |
| 스위스 국제항공        | 취리히 |
| 이베리아 항공          | 계절편: 마드리드 |
| 레벨 항공              | 계절편: 바르셀로나 |
| ITA 항공               | 로마(레오나르도 다 빈치) |
| 터키항공               | 이스탄불(아르나부코이) |
| TAP 포르투갈 항공      | 리스본 |
| 스칸디나비아 항공      | 코펜하겐 |
| 에어 캐나다            | 몬트리올, 밴쿠버, 토론토(피어슨) |
| 에어 캐나다 익스프레스 | 에드먼턴 |
| 에어 트란셋            | 계절편: 몬트리올 |
| 웨스트 제트            | 캘거리 계절편: 밴쿠버, 에드먼턴 |
| 링스 항공              | 토론토(피어슨) |
| 포터 항공              | 토론토(피어슨) |
| 플레어 항공            | 밴쿠버 |
| 아에로멕시코           | 멕시코시티, 과달라하라 |
| 코파 항공              | 파나마시티 |
| 아비앙카 엘살바도르    | 산살바도르 |
| 에어 뉴질랜드          | 오클랜드 |
| 콴타스 항공            | 시드니 |
| 피지 항공              | 난디 |

### 국내선
| 항공사                | 목적지 |
| --------------------- | --- |
| 델타 항공             | 뉴욕(JFK), 디트로이트, 로스앤젤레스, 미니애폴리스(세인트폴), 보스턴, 솔트레이크시티, 시애틀(터코마), 애틀랜타 |
| 델타 커넥션           | 시애틀(터코마) |
| 아메리칸 항공         | 뉴욕(JFK), 댈러스(포트워스), 로스앤젤레스, 마이애미, 샬럿, 시카고(오헤어), 피닉스, 필라델피아 |
| 아메리칸 이글         | 로스앤젤레스, 피닉스 |
| 유나이티드 항공       | 워싱턴(덜레스, 레이건), 내슈빌, 뉴어크, 뉴올리언스, 댈러스(포트워스), 덴버, 라스베이거스, 로스앤젤레스, 리노-타호, 롤리/더럼, 마이애미, 미니애폴리스(세인트폴), 버뱅크, 보스턴, 보이시, 볼티모어, 샌디에고, 샌안토니오, 솔트레이크시티, 시애틀(터코마), 시카고(오헤어), 애틀랜타, 오렌지카운티, 오스틴, 온타리오, 올랜도, 인디애나폴리스, 카훌루이, 캔자스시티, 코나, 콜럼버스, 클리브랜드, 탬파, 포트로더데일, 포틀랜드(오리건주), 피닉스, 피츠버그, 필라델피아, 호놀룰루, 휴스턴 계절편: 레드몬드, 메드포드, 보즈만, 산타바바라, 앨버커키, 앵커리지, 오마하, 유진, 잭슨 홀, 팜스프링스, 포트마이어스 |
| 유나이티드 익스프레스 | 노스밴드, 리노-타호, 레드몬드, 레딩, 메드포드, 몬터레이, 미니애폴리스(세인트폴), 버뱅크, 베이커스필드, 보이시, 보즈만, 산타바바라, 새크라멘토, 샌 루이스 오비스포, 솔트레이크시티, 스포칸, 앨버커키, 오렌지카운티, 오스틴, 온타리오, 유레카, 유진, 캔자스시티, 투산, 트라이시티즈, 팜스프링스, 프레스노, 피닉스 계절편: 글래시어파크, 몬트로즈, 미줄라, 비숍, 선밸리, 아스펜, 오마하, 이글카운티, 잭슨 홀, 헤이든 |
| 브리즈 항공           | 루이스빌, 리치먼드, 샌버너디노, 신시내티(노던켄터키), 푸로보 계절편: 그랜드적션 |
| 사우스웨스트 항공     | 덴버, 라스베이거스, 로스앤젤레스, 샌디에고, 세인트루이스, 시카고(미드웨이), 피닉스 계절편: 댈러스(러브 필드) |
| 선 컨트리 항공        | 미니애폴리스(세인트폴) |
| 알래스카 항공         | 워싱턴(덜레스), 워싱턴(레이건), 뉴어크, 뉴욕(JFK), 라스베이거스, 레드먼드, 로스앤젤레스, 버뱅크, 보스턴, 보이시, 샌디에고, 솔트레이크시티, 스포캔, 시애틀(터코마), 시카고(오헤어), 에버렛, 오스틴, 오렌지카운티, 올랜도, 카훌루이, 팜스프링스, 포틀랜드(오리건주), 피닉스, 호놀룰루 계절편: 로레토, 보즈만, 앵커리지, 잭슨 홀, 탬파, 포트로더데일 |
| 제트블루 항공         | 뉴욕(JFK), 로스앤젤레스, 보스턴, 포트로더데일 |
| 프론티어 항공         | 댈러스, 덴버, 라스베가스, 로스앤젤레스, 샌디에고, 솔올랜트레이크시티, 애틀랜타, 온타리오, 포틀랜드(오리건주), 피닉스 계절편: 디트로이트, 시카고(미드웨이), 올랜도 |
| 하와이안 항공         | 호놀룰루, 카훌루이 |

### 화물 노선
| 항공사            | 목적지                                 |
| ----------------- | -------------------------------------- |
| 아마존 에어       | 로스엔젤레스, 서울(인천)               |
| 칼리타 에어       | 신시내티, 포트워스                     |
| 페덱스 익스프레스 | 멤피스, 포트워스                       |
| ABX 에어          | 로스엔젤레스, 신시내티                 |
| 대한항공 카고     | 서울(인천), 로스엔젤레스               |
| 일본화물항공      | 도쿄(나리타), 로스엔젤레스             |
| 중화항공 카고     | 타이페이(타오위안), 앵커리지           |
| 에바 항공 카고    | 타이페이(타오위안)                     |
| DHL 항공          | 로스엔젤레스, 시애틀(터코마), 신시내티 |

## 연계 교통

### 도로 교통
- 메인 스트리트와 폴섬 스트리트에서 팔로 알토 칼트레인 역까지 운행하는 397번과 급행버스 KX선이 있으며 두 노선 모두 샌프란시스코 국제공항을 경유하며 KX선의 경우 397번 버스와 달리 고속도로를 경유하기 때문에 KX 노선을 타는 것이 더욱 편리하다.

### 철도 교통
- 에어트레인 플라이 어웨이 노선으로 거의 자동으로 되어 있고 2개의 국제 터미널 주차장, 바트 역, 공항의 렌탈 카센터를 연결한다.
- BART 노선으로 국제 터미널 파킹 가라게 G에 위치하고 있으며 공항의 유일한 철도 노선으로 샌프란시스코의 도시를 연결한다. 이 외에 BART와 SFO를 연결하는 칼트레인이 존재한다.

## 통계
| 순위 | 공항           | 승객수  | 운항사                                                 |
| ---- | -------------- | ------- | ------------------------------------------------------ |
| 1    | 홍콩           | 908,000 | 캐세이퍼시픽 항공, 싱가포르 항공, 유나이티드 항공      |
| 2    | 런던(히드로)   | 831,549 | 영국 항공, 유나이티드 항공, 버진 애틀랜틱 항공         |
| 3    | 도쿄(나리타)   | 733,226 | 전일본공수, 일본 항공, 델타 항공, 유나이티드 항공      |
| 4    | 서울(인천)     | 566,987 | 아시아나항공, 대한항공, 싱가포르 항공, 유나이티드 항공 |
| 5    | 프랑크푸르트   | 541,449 | 루프트한자, 유나이티드 항공                            |
| 6    | 타이페이(도원) | 522,417 | 중화항공, 에바 항공                                    |

| 순위 | 목적지           | 승객수    | 운항사                                                                           |
| ---- | ---------------- | --------- | -------------------------------------------------------------------------------- |
| 1    | 로스앤젤레스     | 1,546,000 | 아메리칸 항공, 델타 항공, 사우스 웨스트 항공, 유나이티드 항공, 버진 아메리카     |
| 2    | 뉴욕(JFK)        | 1,026,000 | 아메리칸 항공, 델타 항공, 제트블루 항공, 유나이티드 항공, 버진 아메리카          |
| 3    | 시카고           | 942,000   | 아메리칸 항공, 콘티넨탈 항공, 유나이티드 항공, 버진 아메리카                     |
| 4    | 라스베이거스     | 848,000   | 콘티넨탈 항공, 사우스 웨스트 항공, 유나이티드 항공, US 에어웨이즈, 버진 아메리카 |
| 5    | 덴버             | 772,000   | 프론티어 항공, 사우스 웨스트 항공, 유나이티드 항공                               |
| 6    | 시애틀(터코마)   | 709,000   | 알래스카 항공, US 에어웨이즈, 버진 아메리카                                      |
| 7    | 샌디에이고       | 703,000   | 사우스 웨스트 항공, US 에어웨이즈, 버진 아메리카                                 |
| 8    | 워싱턴 D.C.      | 587,000   | US 에어웨이즈, 버진 아메리카                                                     |
| 9    | 애틀랜타         | 564,000   | 에어트랜, 델타 항공                                                              |
| 10   | 댈러스(포트워스) | 551,000   | 아메리칸 항공, US 에어웨이즈, 버진 아메리카                                      |

## 사건 및 사고

### 유나이티드 항공 811편
1989년 2월 24일 샌프란시스코 국제공항을 출발하여 LA, 호놀룰루, 오클랜드를 마지막으로 기착하여 시드니로 도착 예정이였던 유나이티드 항공 811편 여객기(보잉 747-100)가 화물칸 도어의 적당하지 않은 디자인과 화물 적재 담당자의 부주의로 인해 비행 중 화물칸 도어의 열림으로 폭발적 감압현상이 생겼고 또한, 객실에 구멍이 생겼고 그로 인해 3번 엔진과 4번 엔진에 화재가 발생 조종사들은 이 두 엔진을 끄고 호놀룰루에 무사히 착륙하였다. 9명이 사망하고 38명이 부상을 입었지만 대부분의 사람들은 생존했으며, 이 사건으로 보잉은 화물칸의 디자인을 바꿨고 조종사들은 사고 당시의 영웅적인 대처로 상을 받았다.

### 유나이티드 항공 93편
2001년 9월 11일 미국 뉴저지주 뉴어크 리버티 국제공항을 출발하여 샌프란시스코 국제공항으로 향하던 유나이티드 항공 93편이 납치되어 자살폭탄테러가 일어났다. 그 후 이를 추모하여 부근에 있는 자유의 여신상의 이름을 따 공항 명칭에 리버티(Liberty)를 추가하였다.

### 아시아나항공 214편 착륙 사고
2013년 7월 6일 아시아나항공 소속 보잉 777-200ER 항공기가 대한민국 인천국제공항을 출발하여 미국 샌프란시스코 국제공항에 도착할 예정이었으나, 착륙하는 도중 활주로에 부딪혀서 발생한 사고이다. 이 사고로 중국인 3명이 사망하였으며, 182명이 부상당했다.